# Michal Šíma
Michal Šíma (ur. 28 kwietnia 1992 w Breźnie) – słowacki biathlonista, uczestnik igrzysk olimpijskich i wielokrotny mistrzostw świata.

## Osiągnięcia

### Igrzyska olimpijskie
| Rok  | Miejscowość | Konkurencje | Konkurencje | Konkurencje | Konkurencje | Konkurencje | Konkurencje | Konkurencje |
| Rok  | Miejscowość | IN          | SP          | PU          | MS          | RL          | MR          | SR          |
| ---- | ----------- | ----------- | ----------- | ----------- | ----------- | ----------- | ----------- | ----------- |
| 2018 | Pjongczang  | 85.         | nd.         | nd.         | nd.         | nd.         | nd.         | nd.         |
| 2022 | Pekin       | 43.         | 68.         | nd.         | nd.         | 21.         | 17.         | nd.         |

### Mistrzostwa świata
| Rok  | Miejscowość | Konkurencje | Konkurencje | Konkurencje | Konkurencje | Konkurencje | Konkurencje | Konkurencje |
| Rok  | Miejscowość | IN          | SP          | PU          | MS          | RL          | MR          | SR          |
| ---- | ----------- | ----------- | ----------- | ----------- | ----------- | ----------- | ----------- | ----------- |
| 2015 | Kontiolahti | 99.         | nd.         | nd.         | nd.         | nd.         | nd.         | nd.         |
| 2016 | Oslo        | nd.         | nd.         | nd.         | nd.         | 12.         | nd.         | nd.         |
| 2017 | Hochfilzen  | 91.         | 62.         | nd.         | nd.         | 12.         | nd.         | nd.         |
| 2019 | Östersund   | 86.         | nd.         | nd.         | nd.         | 18.         | nd.         | –           |
| 2020 | Anterselva  | 78.         | nd.         | nd.         | nd.         | 17.         | 19.         | –           |
| 2021 | Pokljuka    | 64.         | 37.         | 53.         | nd.         | 17.         | 18.         | –           |
| 2023 | Oberhof     | 71.         | 34.         | 54.         | –           | –           | 16.         | 24.         |

### Mistrzostwa świata juniorów
| Rok  | Miejscowość  | Konkurencje | Konkurencje | Konkurencje | Konkurencje | Konkurencje | Konkurencje | Konkurencje |
| Rok  | Miejscowość  | IN          | SP          | PU          | MS          | RL          | MR          | SR          |
| ---- | ------------ | ----------- | ----------- | ----------- | ----------- | ----------- | ----------- | ----------- |
| 2012 | Kontiolahti  | 54.         | 30.         | 50.         | nd.         | nd.         | nd.         | nd.         |
| 2013 | Obertilliach | 63.         | 28.         | 24.         | nd.         | 13.         | nd.         | nd.         |

### Puchar Świata

#### Miejsca w klasyfikacji generalnej
| Sezon     | Miejsce |
| --------- | ------- |
| 2014/2015 | -       |
| 2015/2016 | -       |
| 2016/2017 | -       |
| 2017/2018 | -       |
| 2018/2019 | -       |
| 2019/2020 | -       |
| 2020/2021 | 66.     |
| 2021/2022 | 98.     |
| 2022/2023 | 80.     |